# Maranhão Vôlei
Maranhão Vôlei est un club brésilien de volley-ball basé à São Luís qui évolue pour la saison 2014-2015 en Superliga feminina.

## Effectifs

### Saison 2014-2015
Entraîneur :  Paulo Barreto